# Zsitvay Tibor
Zsitvateői Zsitvay Tibor (Pozsony, 1884. november 10. – Alpnachdorf, Svájc, 1969. július 9.) ügyvéd, igazságügy-miniszter, nemzetgyűlés elnöke, költő.

## Élete
A nemesi származású zsitvateői Zsitvay családnak a sarja. Apja zsitvateői Zsitvay Leó (1841–1915), kúriai tanácselnök, jogi író, anyja Bischoff Izabella (1852–1934). Az apai nagyszülei zsitvateői Zsitvay József (1797–1862), Szerém vármegye alispánja, országgyűlési követe, királyi tanácsos és Klobucsár Mária (1817–1875) voltak. Az anyai nagyszülei Bischoff Károly (1821–1902), a Mosonmagyaróvári Takarékpénztár alapító- és vezérigazgatója és nemes Koller Ida (1833–1869) voltak. Az apai dédapja Zsitvay Ferenc dorogi postamester, valamint neje szlavniczai Sándor Terézia, és gyermekei 1801. január 23-án I. Ferenc magyar királytól magyar nemességet és címeres nemeslevelet, valamint a "zsitvateöi" nemesi előnevet szerezték meg adományban.
Jogi tanulmányait a Budapesti Tudományegyetemen végezte. Ügyvédi vizsgáját követően 1909–1919 között a Magyar Államvasutak (MÁV) ügyésze volt. 1919. augusztusában a Keresztény Nemzeti Párt egyik alapítója és program-előkészítője. 1919–1920-ban Kecskemét kormánybiztos-főispánja. 1920 elején kilépett a pártjából, ismét ügyvéd lett.
1920–1926 között a MÁV igazgató-helyettes főügyésze. 1922-től 1927-ig A Keresztény Kisgazda Földműves és Polgári Párt programjával Kecskemét nemzetgyűlési képviselője lett, illetve 1924-ben annak alelnöke. 1926-ban a frankhamisítás politikai hátterének kivizsgálására kiküldött parlamenti bizottság elnöke volt. 1926 októberétől 1927 januárjáig az országgyűlés elnöke, majd annak kétkamarás törvényhozássá válása után, 1927 januárjától 1929 februárjáig a képviselőház elnöke. 1927-1931 között Rétság országgyűlési képviselője, 1929. február 4.-1932. október 1-e között igazságügyminiszter volt. Minisztersége alatt végezték ki Fürst Sándort és Sallai Imrét. 1931-1939 között Kecskemét országgyűlési képviselője, és a Nemzeti Egység Pártja fővárosi csoportjának elnöke volt. 1938 őszén kilépett a kormánypártból. 1944-ben nyugatra távozott és Svájcban telepedett le.
Az Egyetemi Kör, a Budapesti Egyetemi Atlétikai Club (BEAC), s az általa alapított Egyetemi Turista Egyesület elnöke volt.

## Házassága és leszármazottjai
1910. április 30-án kötött házasságot baranyanádasdi Feichtinger Margit (Esztergom, 1887. július 9. – 1977. december 21.) kisasszonnyal, akinek a szülei baranyanádasdi Feichtinger Ernő (1855–1940), a győri királyi ítélőtábla tanácselnöke, a legfelsőbb kormányzói elismerés tulajdonosa és nemes Újváry Anna (1862–1945) voltak. Az apai nagyszülei dr. baranyanádasdi Feichtinger Sándor (1817–1907), orvos, botanikus, esztergomi városi főorvos, a városi közkórház igazgató főorvosa, reáliskolai igazgató és pfullendorfi Massa Mária Jozefa  (1830–1914) voltak. Az anyai nagyszülei nemes Újváry Ferenc (1812–1878), és nemes Bugár-Mészáros Jozefa (1828–1877) voltak. Zsitvay Tibor és Feichtinger Margit frigyéből három gyermek született: dr. nemes Bugár-Mészáros Károlyné Zsitvay Katalin, Leó, dr. Szentgyörgyi Lórántné Zsitvay Margit.

## Művei
- Fehér szegfű (versek, Budapest, 1904)
- Záróbeszéde a képviselőház kartellvitájában (Budapest, 1931)
- Beszéde a képviselő ház összeférhetetlenségi vitájában (Budapest, 1931)
- Zsitvay Tibor beszéde a képviselőház összeférhetetlenségi vitájában; szerzői, Bp., 1932
- Zsitvay Tibor záróbeszéde az uzsorajavaslat képviselőházi vitájában; Athenaeum Ny., Bp., 1932
- Zsitvay Tibor beszéde a természetvédelemről és a turistaságról "Az erdőkről és a természetvédelemről" szóló törvényjavaslat képviselőházi vitája során, 1934. nov. 23-án; Athenaeum Ny., Bp., 1934
- Vállon a kereszt. Zsitvay Tibor bújdosó versei. 1947–1956; Lant, Alpnachdorf, 1959
- Magyarország 1921–1941. Zsitvay Tibor emlékiratai; szerk., bev., jegyz. Sipos Péter, sajtó alá rend. Csiffáry Tamás; Palatinus–Ráday Gyűjtemény, Bp., 1999 (Korok és dokumentumok)